# Tridra Pungtsen
Tridra Pungtsen (em tibetano: ཐོག་རྗེ་ཐོག་བཙན; Wylie: khri-sgra dpung-btsan, chines: 赤扎邦赞) foi o 26º Rei de Bod (Tibete) de acordo com a tradição lendária tibetana e o terceiro dos chamados cinco reis severos cujos nomes continham o fonema Tsen (severo, grupo que reinou até 493).

## Vida
Tridra Pungtsen pertencia à dinastia Yarlung que dominava a área do vale do Rio Bramaputra, chamado Yarlung Tsangpo no sul do Tibete, na primeira metade do século VI. Seu pai era Tritsen Nam.